# Mike Holland
Pour les articles homonymes, voir Holland.
Michael « Mike » Harry Holland, né le 9 décembre 1961 à Barre, Vermont, est un sauteur à ski américain.

## Biographie
Originaire d'une famille de sauteurs basée à Norwich, Vermont, il a un frère sauteur à ski Jim Holland et un autre qui est coureur du combiné nordique Joe Holland.
Mike Holland fait ses débuts internationaux dans la Coupe du monde durant la saison 1982-1983, marquant ses premiers points à Garmisch-Partenkirchen (12e) sur la Tournée des quatre tremplins. Il est plus tard sixième à Harrachov pour son premier top dix à ce niveau, puis est quatrième à Lake Placid.
Même si au début de saison 1983-1984 Holland est moins en réussite, il est sélectionné pour les Jeux olympiques à Sarajevo, où il est 41e et 37e. À la fin de l'hiver, il retrouve sa forme se classant quatrième à Oslo puis deuxième à Planica, pour monter sur son premier podium en Coupe du monde.
En 1985, il participe aux Championnats du monde à Seefeld, où il se classe notamment huitième sur le petit tremplin en individuel et cinquième par équipes.
Le 15 mars 1985, il améliore le record du monde du plus long saut à Planica avec une distance de 186 mètres, juste avant que Matti Nykänen le batte durant la même compétition. Il se positionne au dixième rang de la Coupe du monde cet huver, établissant son meilleur classement.
Il prend part aussi aux Jeux olympiques d'hiver de 1988 à Calgary, occupant les 33e et 32e places.
En 1989, après son unique victoire dans l'élite à la quatrième étape de la Tournée des quatre tremplins à Bischofshofen, qui est la seule par un sauteur américain dans la Coupe du monde, il concourt à ses troisièmes Championnats du monde à Lahti, où il est à deux reprises classé dans le top 30.
En 1991, il est présent pour la cinquième et ultime fois sur un podium de Coupe du monde lors du concours sur grand tremplin à Thunder Bay.

## Palmarès

### Jeux olympiques
| Épreuve / Édition | Sarajevo 1984 | Calgary 1988 |
| Petit tremplin    | 41e           | 33e          |
| Grand tremplin    | 37e           | 32e          |

### Championnats du monde
| Épreuve / Édition | Seefeld 1985 | Oberstdorf 1987 | Lahti 1989 |
| Petit tremplin    | 8e           | 47e             | 25e        |
| Grand tremplin    | 24e          | 31e             | 28e        |
| Par équipes       | 5e           |                 |            |

### Championnats du monde de vol à ski
| Épreuve / Édition | Harrachov 1983 | Planica 1985 | Kulm 1986 | Oberstdorf 1988 |
| Individuel        | 9e             | 8e           | 34e       | 25e             |

### Coupe du monde
- Meilleur classement général : 10e en 1985.
- 5 podiums individuels : 1 victoire, 3 deuxièmes places et 1 troisième place.

#### Victoire individuelle
| Année | Lieu                     |
| 1989  | Bischofshofen (Autriche) |

#### Classements généraux
| Compétition/Année | Compétition/Année | Coupe du monde | Coupe du monde |
| ----------------- | ----------------- | -------------- | -------------- |
| Compétition/Année | Compétition/Année | Class.         | Points         |
| 1983              | 1983              | 15e            | 83             |
| 1984              | 1984              | 22e            | 41             |
| 1985              | 1985              | 10e            | 86             |
| 1986              | 1986              | 26e            | 23             |
| 1987              | 1987              | 34e            | 21             |
| 1988              | 1988              | 29e            | 29             |
| 1989              | 1989              | 11e            | 81             |

### National
Il est cinq fois champion des États-Unis.